# Сребрист смърч
Сребристият смърч (Picea pungens) е вид смърчово дърво, родом от Северна Америка. Естественият му ареал е Аризона, Колорадо, Айдахо, Ню Мексико, Юта и Уайоминг. Той е широко въведен другаде и се използва като декоративно дърво на много места далеч извън родния си ареал. Има синьо-зелени иглички.

## Галерия
- Възрастно дърво
- Узряла шишарка
- Неузряла шишарка
- Сорт Hoopsii
- Сорт Koster
- Сорт Globosa
- Сорт Montgomery
- Сорт Fat Albert